# 모리카와 아오이
모리카와 아오이(일본어: 森川 葵 もりかわ あおい[*], 1995년 6월 17일 ~ )는 일본의 배우이다. 아이치현 출신. 스타더스트 프로모션 소속.

## 내력
2010년, 패션 잡지 《Seventeen》의 전속 모델 오디션 〈미스 세븐틴〉의 응모자 5,575명 중에서 아베 나나미, 니시노 마미, 키타야마 시오리, 미요시 아야카와 함께 그랑프리에 선발되었다. 8월 18일, 도쿄도의 양국 국기관에서 개최된 독자 초대 이벤트 〈세븐틴 여름 학원제〉에서, 독자에게 피로되었다.
2015년, 《Seventeen》 전속 모델을 졸업했다. 10월, 드라마 《테디 고!》로 연속 드라마 첫 주연을 맡았다.

## 인물
- 5인 형제자매로 오빠와 언니가 1명씩 있고, 동생이 2명 있다[4].

## 취미
- 취미는 수면이다[5].

## 출연

### 영화
- Love ToRAIN-러브 토레인- (2012년, cine-colorista) - 주연·사키 역
- 전학생 (2012년) - 주연·카와노 요코 역
- 스쿨 걸 콤플렉스~방송부 편~ (2013년, SDP) - 주연·마나미 역
- 갈증. (2014년, 가가) - 나가노 토모코 역
- 늑대 인간 게임 비스트 사이드 (2014년, AMG 엔터테인먼트) - 무나카타 미우 역
- 극장판 제로 (2014년, KADOKAWA) - 미치 역
- 초콜리타 (2015년, 우즈마사) - 주연·미야나가 치요코 역
- 걸 헤이트 (2015년, SPOTTED PRODUCTIONS) - 주연·키리코 역
- 통학 시리즈 통학 도중 (2015년, 포니캐년) - 유키 역
- NINJA THE MONSTER (2016년, 쇼치쿠)
- 도로메 【여자 편】 (2016년, 〈도로메〉 제작 위원회)
- A.I.love you (2016년, 요시모토 흥업) - 주연·호시노 역
- TOO YOUNG TO DIE! 젊어서 죽다 (2016년, 토호/아스믹 에이스) - 테즈카 히로미 역
- 금메달남 (2016년, 쇼게이트) - 시노미야 아키 역
- 하나이쿠사 (2017년, 토에이) - 렌 역
- 사랑과 거짓말 (2017년) - 주연·니사카 아오이 역
- 선생님! (2017년, 워너 브라더스 영화) - 치구사 메구미 역
- 거짓말투성이 (2018년)
- 오버 드라이브 (2018년)
- 리버스 엣지 (2018년) - 조연·타지마 칸나 역
- 극장판 카케구루이2: 절체절명의 러시안 룰렛 (2021년) - 조연·사오토메 메아리 역
- 눈에 갇힌 외딴 산장에서 (2024년) - 주연·아사쿠라 마사미 역

### 드라마
- 스프라우트 (2012년 7월 ~ 9월, 닛폰 TV) - 이케노우치 미쿠 역
- 홀릭~xxxHOLiC~ 제4 ~ 5·최종화 (2013년 3월 17일 ~ 24일·4월 14일, WOWOW) - 아메와라시 역
- 하느님의 보트 최종화 (2013년 3월 24일, NHK BS 프리미엄) - 노지마 소시 역
- 35세의 고교생 (2013년 4월 ~ 6월, 닛폰 TV) - 에토 히토미 역
- 미즈키 시게루의 게게게의 괴담 (2013년 8월 31일, 후지 TV) - 이야기꾼·네코무스메 역
- 형사의 눈빛 제6화 (2013년 11월 11일, TBS) - 미요시 나츠키 역
- 끝나지 않는 이야기 (2014년 8월 16일 ~ 23일, 후지 TV) - 이치노세 유미 역
- 미안해 청춘! (2014년 10월 ~ 12월, TBS) - 아베 아마리 역
- 유리의 갈대~garasu no ashi~ (2015년 2월 ~ 3월, WOWOW) - 코다 코즈에 역
- She (2015년 4월 ~ 5월, 후지 TV) - 오쿠무라 치사토 역
- 도S 형사 제6화 (2015년 5월 16일, 닛폰 TV) - 카나 역
- 짬뽕 먹고 싶다 (2015년 5월 ~ 8월, NHK) - 오카쿠라 요코 역
- 오모테산도 고교 합창부! (2015년 7월 ~ 9월, TBS) - 히카타 리나 역
- 테디 고! (2015년 10월 10일 ~ 31일, 후지 TV) - 주연·야마세 역
- 프리즌 스쿨 (2015년 10월 ~ 12월, MBS) - 미도리카와 하나 역
- 5명의 준코 (2015년 11월 ~ 12월, WOWOW) - 타나베 준코(고교 시절) 역
- 언젠가 이 사랑을 떠올리면 분명 울어버릴 것 같아 (2016년 1월 ~ 3월, 후지 TV) - 이치무라 코나츠 역
- 유산 상속 변호사 카키자키 신이치 (2016년 7월 ~ 9월, 요미우리 TV) - 마루이 하나 역
- 프린세스 메종 (2016년 10월 ~ 12월, NHK BS 프리미엄) - 주연·누마고에 사치 역

### 버라이어티
- A-Studio (2016년 4월 ~ , TBS) - 어시스턴트

### CM
- 산요 하우징 나고야 (2013년 11월 ~ )
- 닌텐도 제로~누레가라스의 무녀~ (2014년 9월 ~ )
- 메이지 〈XYLISH〉 (2015년 2월 ~ )
- 오오츠카 제약 〈포카리 스웨트 이온 워터〉 (2015년 4월 ~ 2016년 3월)
- 리크루트 주거 컴퍼니 SUUMO (2016년 1월 ~ )
- 지크레스트 꿈왕국과 잠자는 100명의 왕자님 (2016년 5월 ~ )
- 켄터키 프라이드 치킨 레드 핫 치킨 (2016년 7월 ~ )

### PV
- 사요나라 포니테일 〈우리의 계절〉 (2012년 12월 5일) - 주연·이가 유메코 역
- 7!!
  - 〈이 넓은 하늘 아래서〉 (2014년 1월 15일)
  - 〈스타트 라인〉 (2014년 7월 30일)
- 카와하라 렌 〈여배우 타락〉 (2014년 8월 29일) - 주연·이모토 미츠코 역
- SHISHAMO 〈안뜰의 소녀들〉 (2016년 5월 11일)

## 서적

### 잡지
- Seventeen (2010년 8월호 ~ 2015년 4월호, 슈에이샤) - 전속 모델